# Patroni katoliccy wzywani w przypadku chorób
Lista katolickich patronów wzywanych w chorobach:
- Biegunka - św. Wolfgang z Ratyzbony
- Ból brzucha - św. Erazm z Formii
- Ból gardła - św. Błażej z Sebasty
- Ból głowy - św. Anastazja z Dalmacji, św. Dionizy, św. Teresa z Ávili, św. Gezelin z Altenbergu, bł. Roland Medyceusz, św. Bibianna, św. Piotr Damiani, św. Katarzyna ze Sieny, św. Atanazy Wielki
- Ból nerek - św. Burchard z Würzburga
- Ból serca - św. Teresa z Ávili
- Ból stawów - św. Burchard z Würzburga
- Ból uszu - św. Otylia z Hohenburga
- Ból zębów - św. Apolonia z Aleksandrii, św. Błażej z Sebasty
- Choroby dróg moczowych - św. Florencjusz
- Choroby gardła - św. Błażej z Sebasty, św. Otylia z Hohenburga, św. Sykstus II, św. Aleksander I, św. Godolewa
- Choroby migrenowe - św. Pankracy
- Choroby nóg i kolan - św. Roch, św. Jan Ewangelista
- Choroby oczu - św. Klara z Asyżu, św. Łucja z Syrakuz, Archanioł Rafał, św. Ermelinda, św. Otylia z Hohenburga, św. Helga (liga), św. Kwiryn z Neuss
- Choroby piersi - św. Agata Sycylijska, św. Mamert, św. Bernardyn ze Sieny
- Choroby psychiczne - św. Walenty, św. Wit, św. Idzi, św. Dymfna
- Choroby reumatyczne - św. Wawrzyniec z Rzymu
- Choroby skóry - św. Jerzy, św. Aleksander I
- Choroby uszu - św. Otylia z Hohenburga, św. Henryk z Ebrantshausen, św. Paweł z Tarsu
- Choroby weneryczne - św. Regina z Alezji
- Choroby wewnętrzne - św. Erazm z Formii
- Choroby żołądka - św. Erazm z Formii
- Chorzy - św. Jan Boży, św. Ludwina z Schiedam, św. Kamil de Lellis, św. Rozalia z Palermo, św. Sebastian
  - Chore dzieci - św. Łucja z Syrakuz, św. Klotylda
  - Chorzy na choroby zakaźnie - św. Rozalia z Palermo, św. Sebastian, św. Genowefa z Paryża
- Dur brzuszny - św. Genowefa z Paryża
- Dyfteryt - św. Balbina Rzymska
- Dżuma - św. Pirmin, św. Antoni Opat, św. Walenty, św. Kwiryn z Neuss
- Epilepsja - św. Hubert z Liège, św. Joachim, św. Wit
  - Epilepsja dzieci - św. Gezelin z Altenbergu
- Febra - św. Gaweł
- Głuchoniemi - św. Wit
- Gorączka - św. Klara z Asyżu, św. Petronela, św. Dominik Guzman, św. Serwacy, św. Genowefa z Paryża, św. Piotr Apostoł, św. Otto z Bambergu, św. Hugo z Cluny
- Histeria - św. Wit
- Kamica - św. Burchard z Würzburga
- Kaszel - św. Kwintyn, św. Błażej z Sebasty, św. Walburga
- Koklusz - św. Maciej Apostoł
- Kolka - św. Agapit I
- Konający - św. Benedykt z Nursji, Archanioł Michał
- Krwotok - św. Kasyda, św. Błażej z Sebasty, św. Weronika, św. Gerwazy, św. Protazy, św. Marta z Betanii
- Malaria - św. Zygmunt I
- Nerwowowi - św. Wit, św. Walenty
- Ociemniali - św. Łucja z Syrakuz, św. Franciszek z Asyżu, św. Otylia z Hohenburga, św. Eustazjusz
- Odmrożenia - św. Bazylissa
- Opętanie - św. Cyriak Rzymianin
- Ospa - św. Marcin z Tours, św. Kwiryn z Rzymu
- Padaczka - św. Walenty, św. Jan Ewangelista, św. Jan Chrzciciel
- Paraliż - św. Wolfgang z Ratyzbony, św. Grzegorz z Frechtu, św. Kwiryn z Neuss, św. Klotylda
- Podagra - św. Maurycy
- Poparzenia - św. Jan Ewangelista
- Przepuklina - św. Gummar, św. Zygmunt I
- Rak - św. Aldegunda, św. Peregryn Laziosi
  - Rak piersi - św. Agata Sycylijska
- Reumatyzm - św. Serwacy
- Różyca świń (choroba św. Andrzeja) - św. Andrzej Apostoł
- Skolioza - św. Józef Anchieta
- Trędowaci - św. Idzi, św. Guntylda z Ohrdruf
- Trudności w mowie u dzieci - św. Zenon z Werony
- Ukąszenia przez węża - św. Wit
- Wrzody- św. Błażej z Sebasty
- Wścieklizna - św. Hilary z Poitiers, św. Roch, św. Dionizy, św. Hubert z Liège, św. Piotr Apostoł, św. Otton z Bambergu
- Zaraza - św. Kajetan z Thieny, św. Wawrzyniec z Rzymu, św. Roch, św. Antoni Wielki
- Zatrucia - św. Pirmin, św. Jan Ewangelista, św. Benedykt z Nursji